# Bandeirantes (Mato Grosso do Sul)
Bandeirantes, amtlich Município de Bandeirantes, ist eine Stadt im brasilianischen Bundesstaat Mato Grosso do Sul.

## Geografie

### Lage
Die Stadt liegt 70 km von der Hauptstadt des Bundesstaates (Campo Grande) und 956 km von der Bundeshauptstadt (Brasília) entfernt. Nachbarstädte sind im Norden Camapuã, im Osten Ribas do Rio Pardo, im Süden Jaraguari und im Westen Rochedo und Corguinho.

### Gewässer
Die Stadt steht unter dem Einfluss des Rio Paraná, der zum Flusssystem des Río de la Plata gehört.
Die wichtigsten Flüsse sind:
- Rio Pardo: rechter Nebenfluss des Rio Paraná.
- Rio Aquidauana: rechter Nebenfluss des Rio Miranda. Er hat eine Länge von 640 km.

### Vegetation
Das Gebiet ist ein Teil der Cerrados (Savanne Zentralbrasiliens).

### Klima
In der Stadt herrscht tropisches Klima (Aw). Die durchschnittlichen Temperaturen liegen zwischen 20 °C und 24 °C. Es fällt zwischen 1.000 und 1.500 mm Niederschlag jährlich.

## Verkehr
Die Bundesstraße BR-163 führt durch die Stadt und die Landesstraßen MS-340 und MS-441 münden im Stadtgebiet auf die Bundesstraße.

## Wirtschaft
Haupterwerbszweige sind Landwirtschaft und Tourismus.

## Bruttoinlandsprodukt pro Kopf und HDI
Das BIP pro Kopf in der Gemeinde lag 2011 bei 20.745 Real, 2017 bei 48.140,78 R$, der Index der menschlichen Entwicklung (HDI) liegt seit 2010 bei 0,681.